# Gewichtheffen op de Middellandse Zeespelen 1955
Gewichtheffen is een van de sporten die beoefend werden tijdens de Middellandse Zeespelen 1955 in Barcelona, Spanje. Er waren zeven onderdelen, alle voor mannen.

## Uitslagen
| Event   | Goud                    | Goud     | Zilver                | Zilver   | Brons                 | Brons    |
| ------- | ----------------------- | -------- | --------------------- | -------- | --------------------- | -------- |
| 56 kg   | Kamal Mahmoud Mahgoub   | 297,5 kg | Marc Marcombe         | 280 kg   | Salim Moussa          | 262,5 kg |
| 60 kg   | Sebastiano Mannironi    | 330 kg   | Ali Mahgoub           | 317,5 kg | Haroutioun Djoubanian | 302,5 kg |
| 67,5 kg | Said Khalifa Gouda      | 365 kg   | Luciano De Geneva     | 342,5 kg | Bahjat Dalloul        | 322,5 kg |
| 75 kg   | Moustafa Laham          | 380 kg   | Ismail Ragab          | 372,5 kg | Ermanno Pignatti      | 355 kg   |
| 82,5 kg | Mohamed Ali Abdel Kerim | 405 kg   | Augusto Fiorentini    | 375 kg   | Georges Firmin        | 365 kg   |
| 90 kg   | Jean Debuf              | 420 kg   | Mohamed Ibrahim Saleh | 400 kg   | Gerolamo Rovegno      | 382,5 kg |
| + 90 kg | Alberto Pigaiani        | 422,5 kg | Mohamed Ahmed Gaessa  | 395 kg   | Raymond Herbaux       | 377,5 kg |

## Medaillespiegel
| Plaats | Land      | Goud | Zilver | Brons | Totaal |
| 1      | Egypte    | 3    | 4      | 0     | 7      |
| 2      | Italië    | 2    | 2      | 2     | 6      |
| 3      | Frankrijk | 1    | 1      | 2     | 4      |
| 4      | Libanon   | 1    | 0      | 2     | 3      |
| 5      | Syrië     | 0    | 0      | 1     | 1      |
| Totaal | Totaal    | 7    | 7      | 7     | 21     |

1951 · 1955 · 1959 · 1967 · 1971 · 1975 · 1979 · 1983 · 1987 · 1991 · 1993 · 1997 · 2001 · 2005 · 2009 · 2013 · 2018 · 2022
Atletiek · Basketbal · Boksen · Gewichtheffen · Gymnastiek · Hockey · Paardensport · Roeien · Rolhockey · Rugby · Schermen · Schietsport · Schoonspringen · Voetbal · Waterpolo · Wielersport · Worstelen · Zeilen · Zwemmen